# 熊儿河

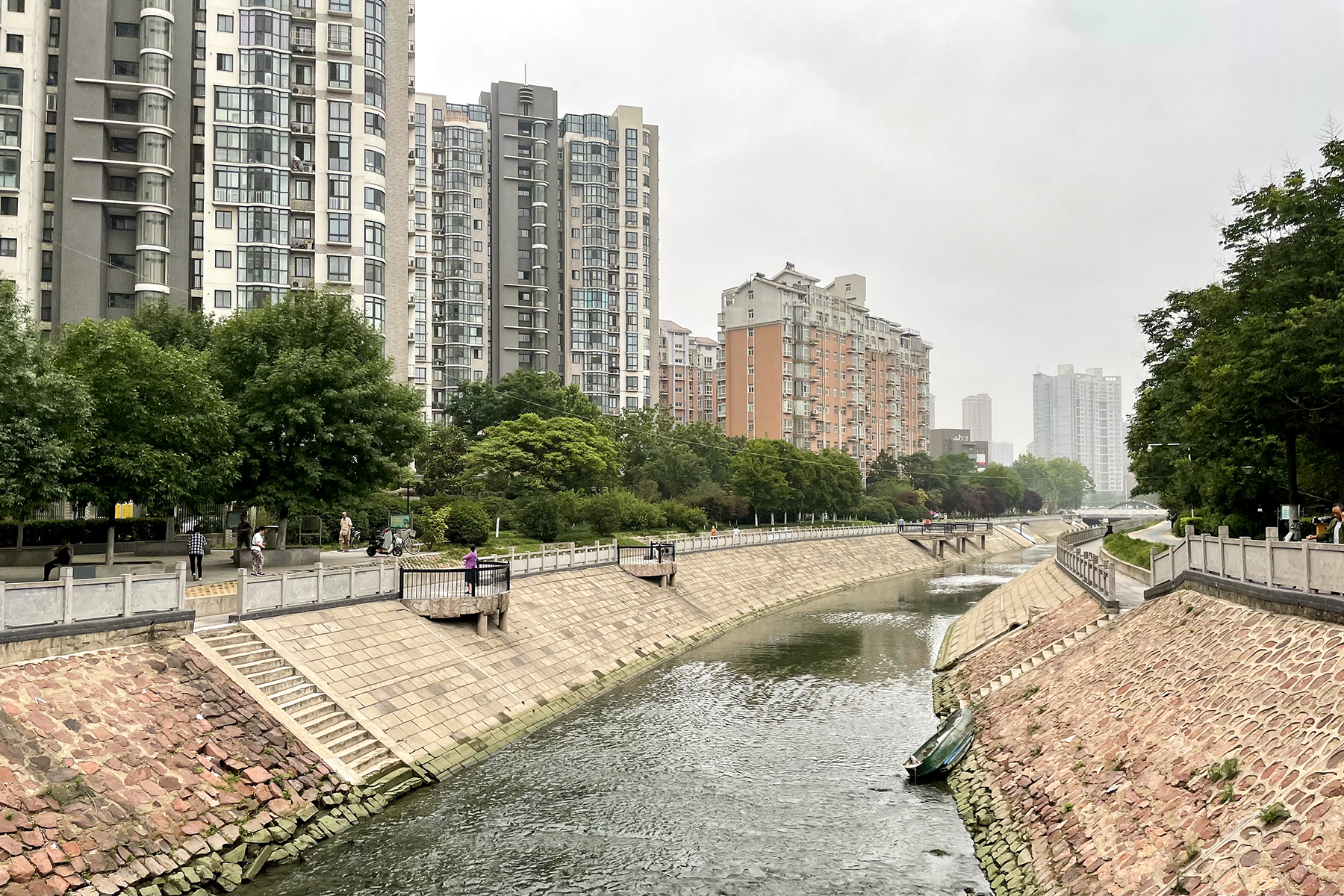
流经郑州市区的熊儿河

熊儿河是淮河的支流，全长约21.4公里，流域面积达777平方千米。传说古代有一个名字为熊儿的人，治理这条河流，人们为了纪念他而取名熊儿河。熊儿河发源于郑州市区西南部和新郑市交接带的铁三官庙。呈西南——东北流向，经潘家村过郑州南部再向东与七里河交汇，接东风渠。